# Теси (Шэньян)
Теси́ (кит. упр. 铁西, пиньинь Tiěxī, буквально: «к западу от железной дороги») — район городского подчинения города субпровинциального значения Шэньян (КНР).

## История
Развитие района началось в 1934 году, когда японские власти начали строить здесь военные заводы. В 1938 году был создан район Теси. После войны промышленные мощности были конфискованы правительством КНР, и в 1980-х годах на местных заводах работало до миллиона человек.
Перемены, произошедшие в 1990-х годах, запечатлены в 9-часовом документальном фильме Ван Бина «Район Теси: К западу от железной дороги» (2002), который считается вехой в истории документалистики.

## Административное деление
Район Теси делится на 14 уличных комитетов.

## Экономика
В Теси расположены аккумуляторные заводы EVE Energy и BMW.

## Спорт
- Городской стадион Теси
- Международный памп-трек парк[3]